# Eric Claus
Eric Claus (Haarlem, 3 juni 1936) is een Nederlandse beeldhouwer, graficus en medailleur.

## Leven en werk
Claus volgde een opleiding aan de Grafische School (1949-1952), het Rijksinstituut tot Opleiding van Teekenleeraren (1952-1954) en de Rijksakademie van beeldende kunsten (1955-1960), alle in Amsterdam. Van 1979-1990 was hij hoogleraar aan de Rijksakademie.
Claus is een vertegenwoordiger van de hedendaagse klassieke beeldhouwkunst. Vanaf begin jaren 1960 wordt zijn werk op veel plaatsen in Nederland in de openbare ruimte geïnstalleerd. Terugkerend motief zijn de figuren uit de commedia dell'arte, zoals de Luitspeler (1981) in Hoogezand. Hij maakte daarnaast onder andere het herinneringsmonument voor Willem Drees (1988) in Den Haag en het beeld Denken, kijken en doen voor het hoofdkantoor van de Rabobank (1990) in Utrecht.
Claus is ook medailleur, hij heeft diverse munten en penningen ontworpen. Een voorbeeld hiervan is de 10 gulden-munt met Jan Steen (1997). Sinds 2005 is de Colombina, de VSCD-prijs voor de beste vrouwelijke bijrol van het Nederlands theaterseizoen naar zijn ontwerp.
Bij de lintjesregen van 2017 werd hij benoemd tot Ridder in de Orde van de Nederlandse Leeuw. 
Eric Claus is de partner van beeldend kunstenares Heleen Levano. Zij wonen samen in Broek in Waterland.

## Werken (selectie)
- Sportprijs van Prins Bernhardfonds (1961)
- Ruiters (1962), schoolplein Ichtusschool, Amsterdam Osdorp
- Vogels (1964), Dudokpark, Hilversum
- Paard met ruiter (1964), Oosterwijkpark, Beverwijk
- Het toernooigevecht (1965), Gouda
- Vier Heemskinderen (1967), Haarlem[1]
- Tournooiridder (1969), Hilversum
- Nevelpaarden (1970), Zutphen
- Drie heksen (1973), Amstelveen
- Nevelpaarden (1974), Hoofddorp
- Redding (1974), Boulevard in Katwijk
- Wachter (1977), Ookmeerweg, Amsterdam
- Luitspeler (1981), Hoogezand
- Beeld Joan Derk van der Capellen tot den Pol (1984), Zwolle
- Willem Drees (1988), Buitenhof, Den Haag
- Salomo's oordeel (1990), stadhuis van Gouda
- Luchtkasteel (1994), Stadhuisplein in Gorinchem
- Raadsheren (1995), Stadhuisplein in Gorinchem
- Commedia dell'Arte (2007), Leusden

## Fotogalerij

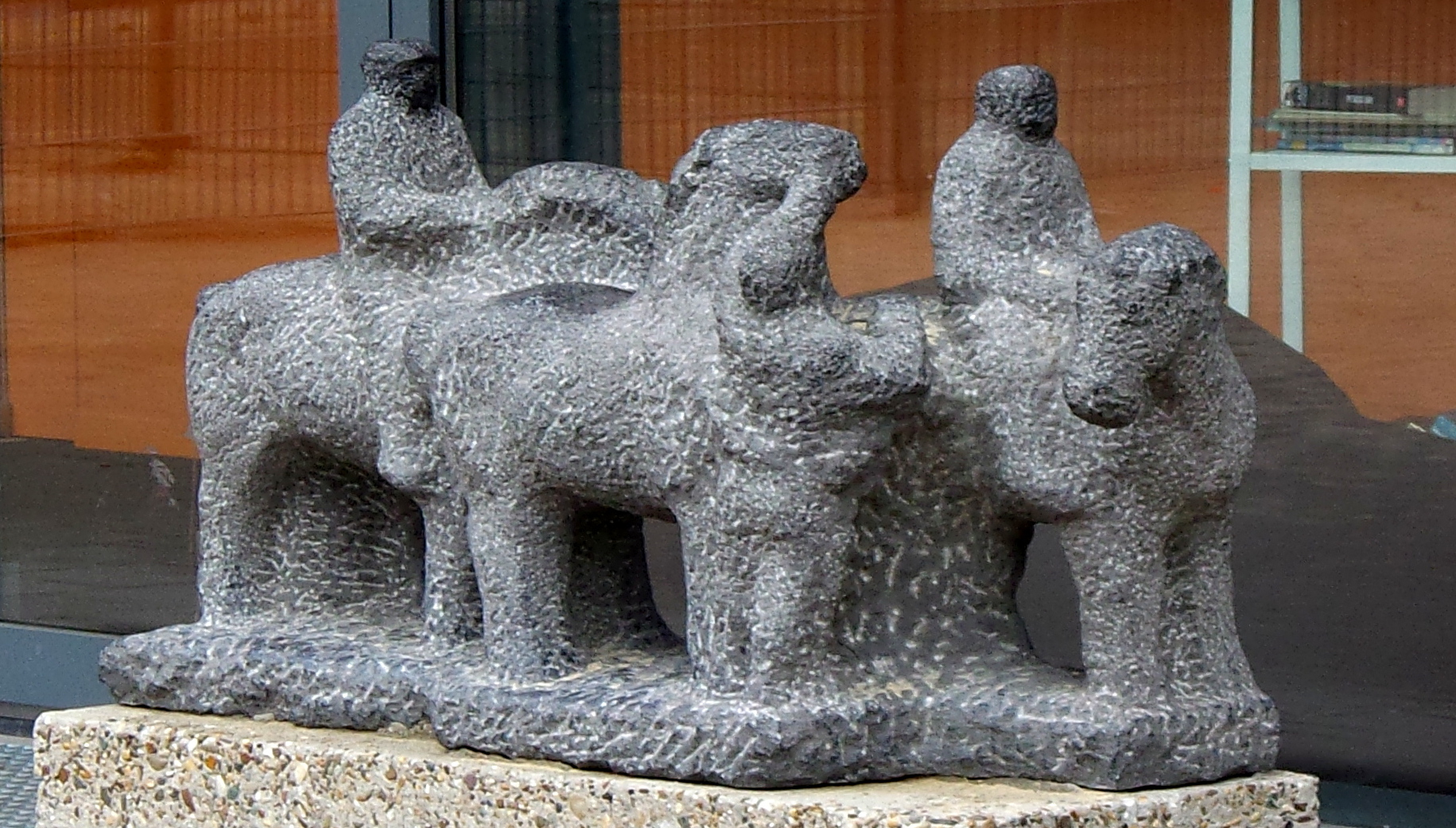
Ruiters (1962), Amsterdam
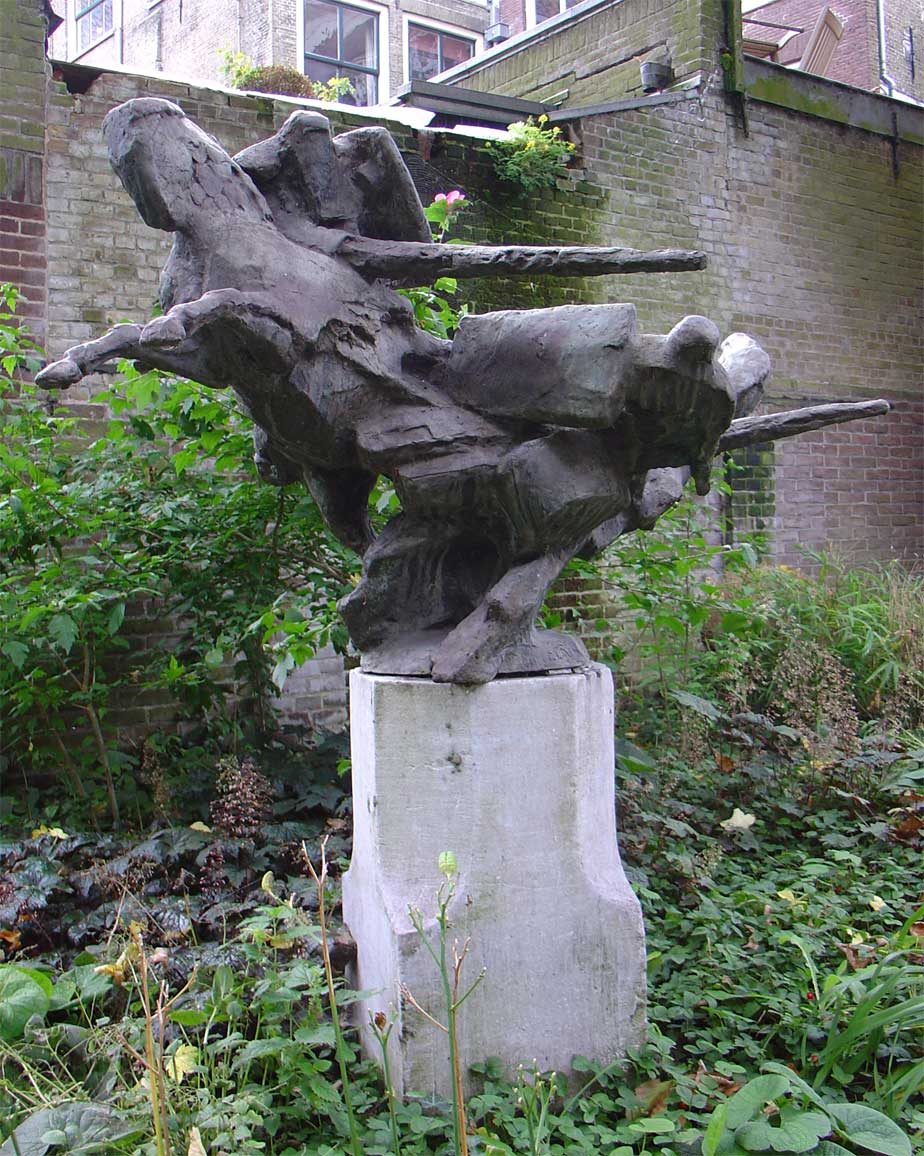
Het toernooigevecht (1965), Gouda
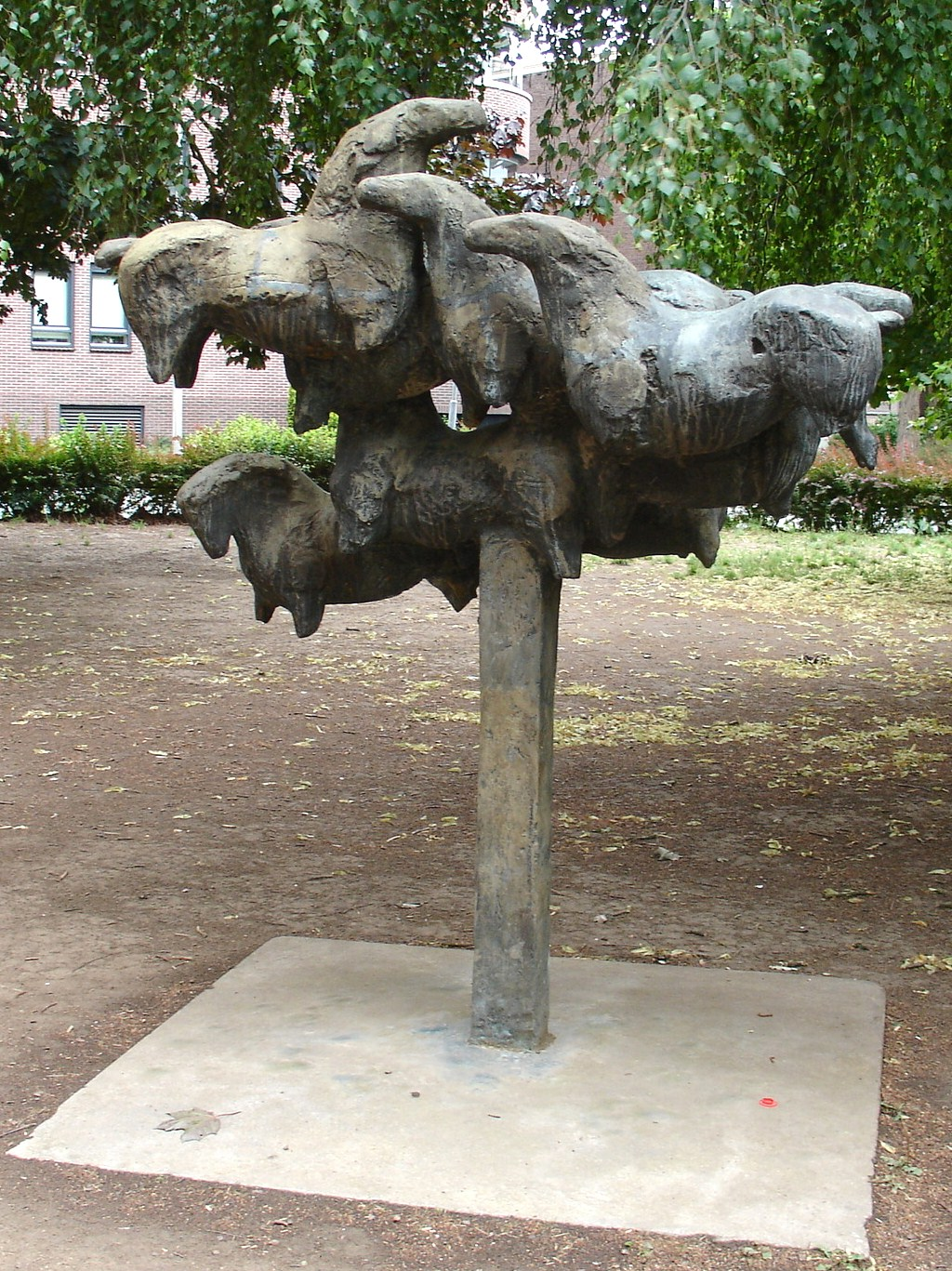
Nevelpaarden (1970), Zutphen
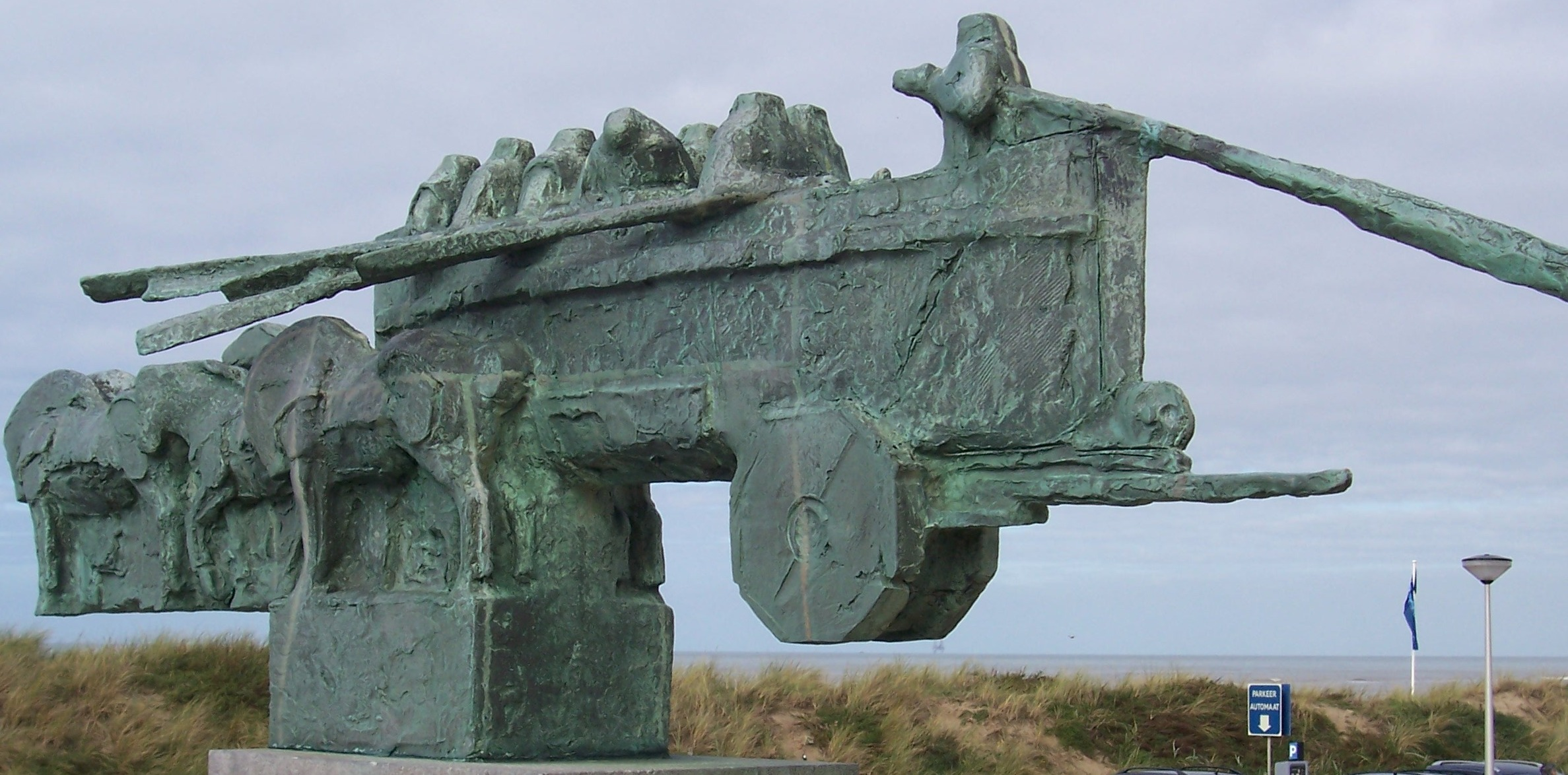
Redding (1974), Katwijk aan Zee
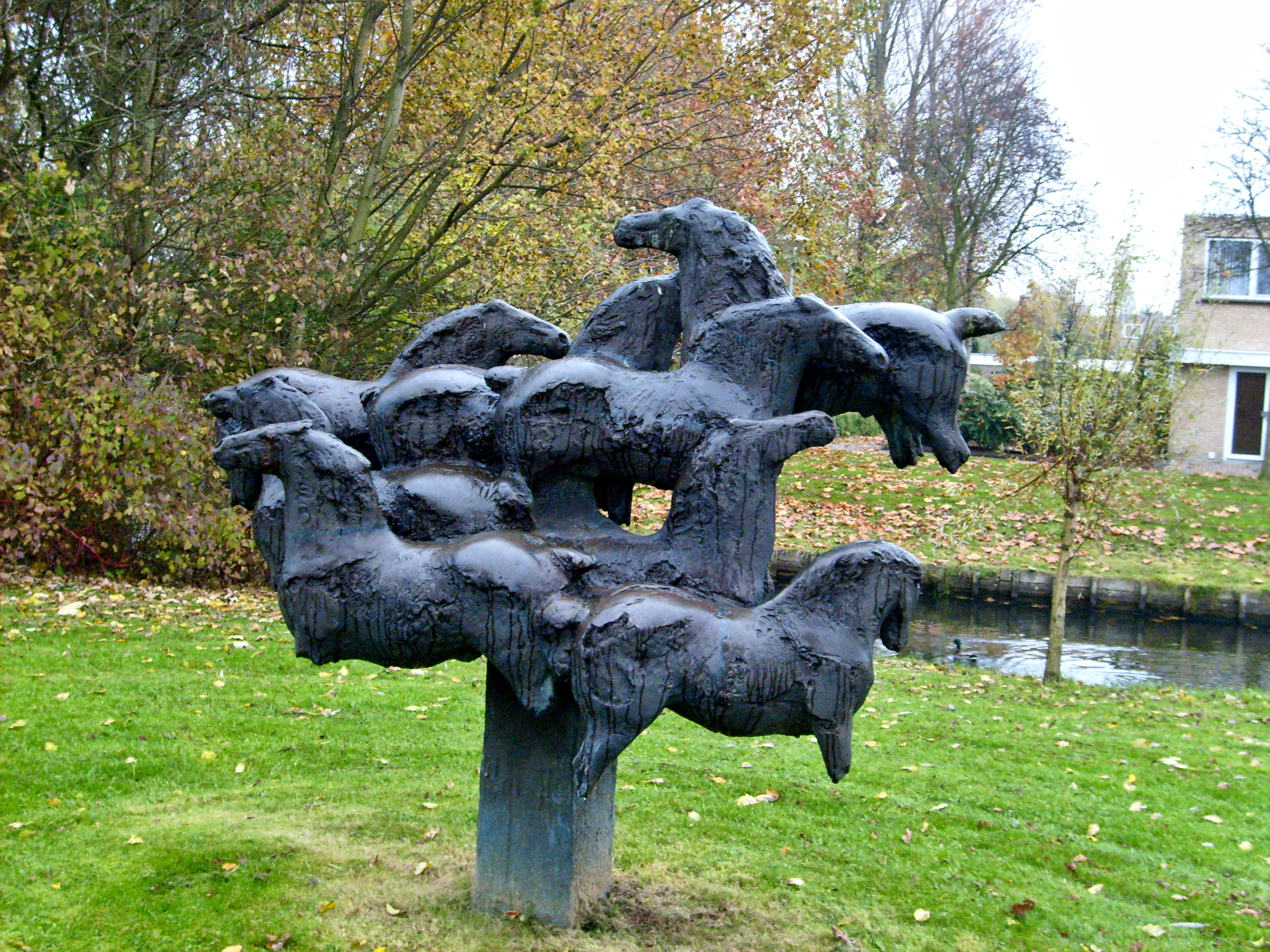
Nevelpaarden (1974), Hoofddorp
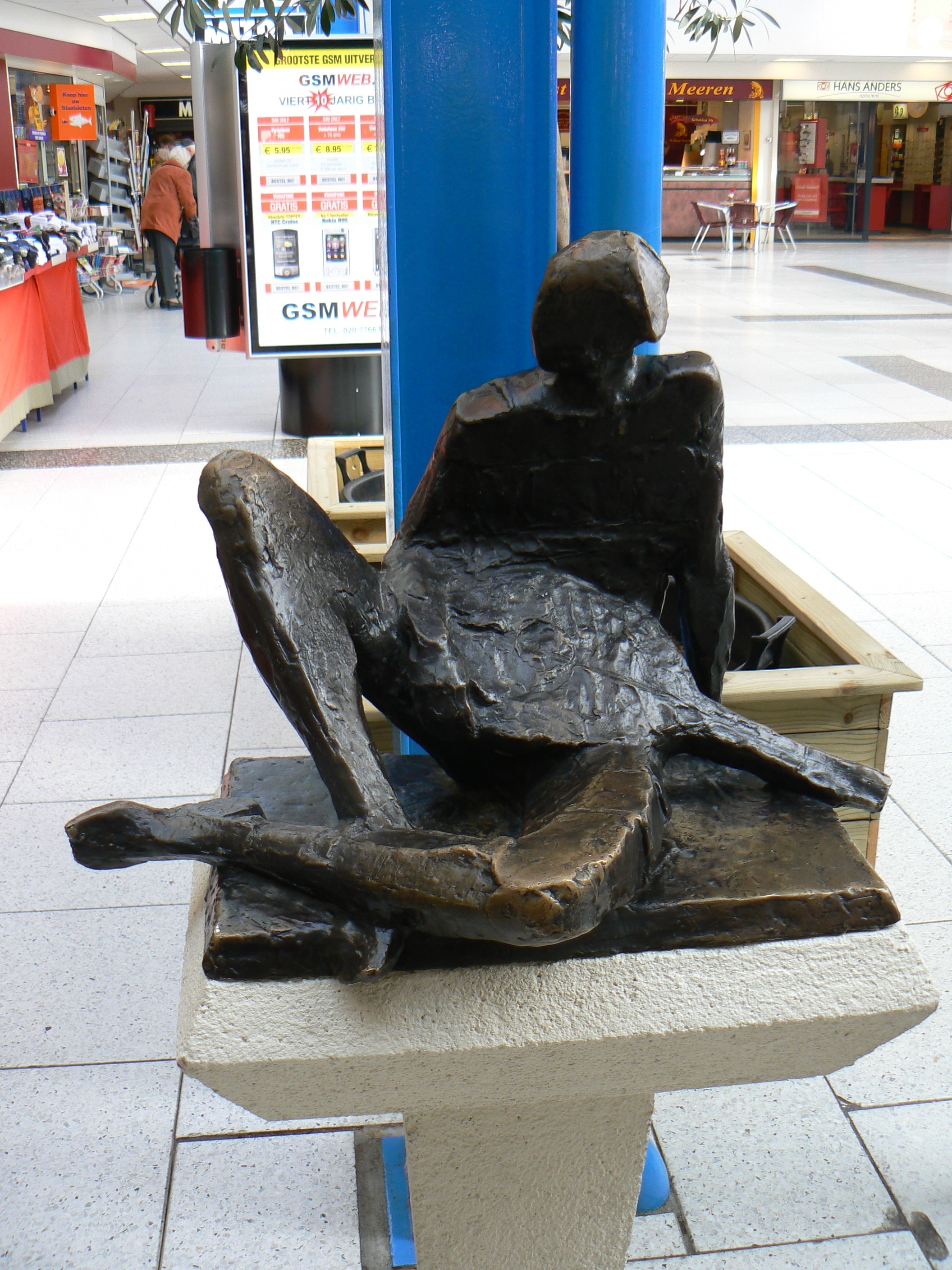
Luitspeler (1981), Hoogezand
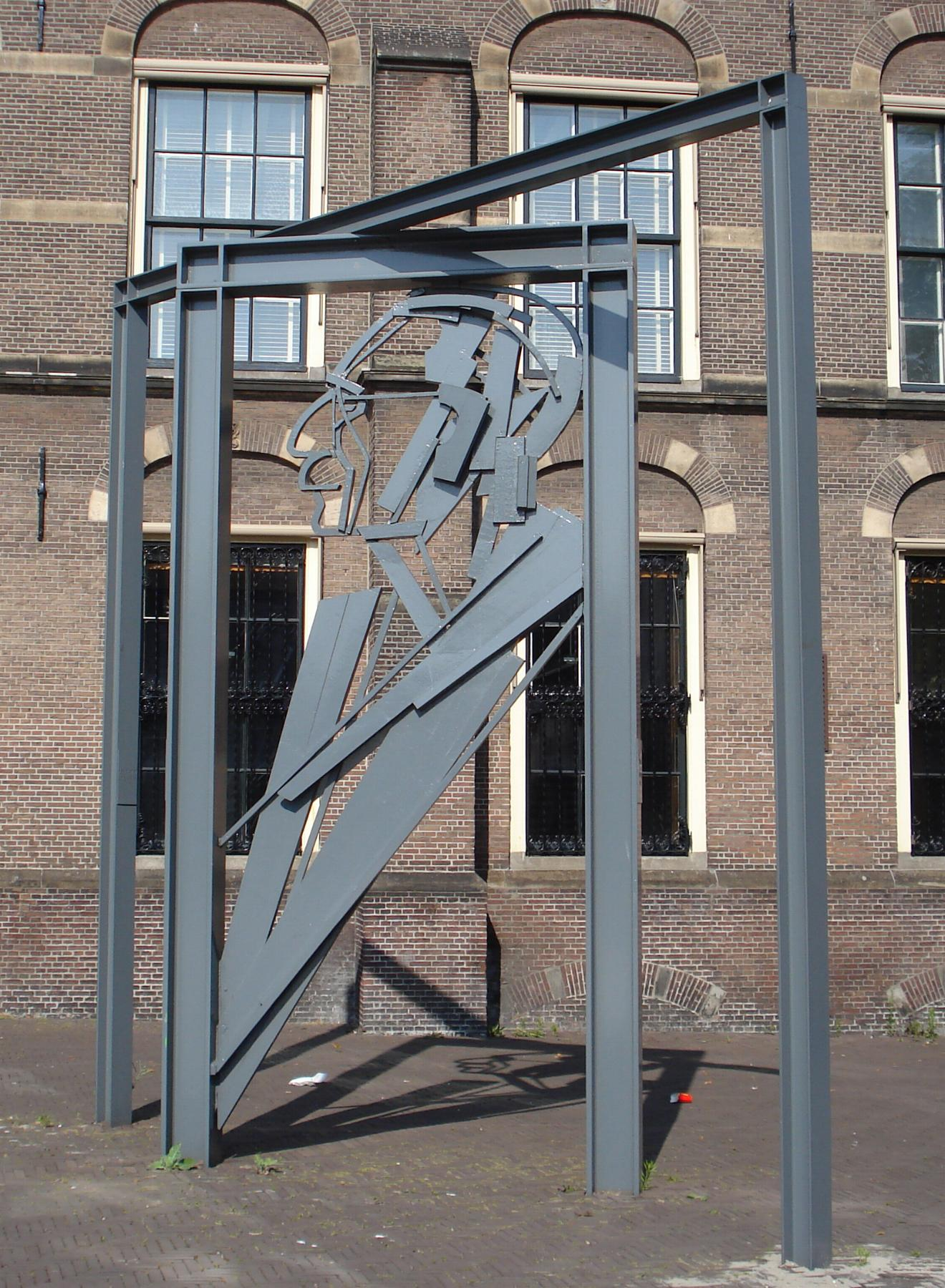
Willem Drees (1988), Den Haag
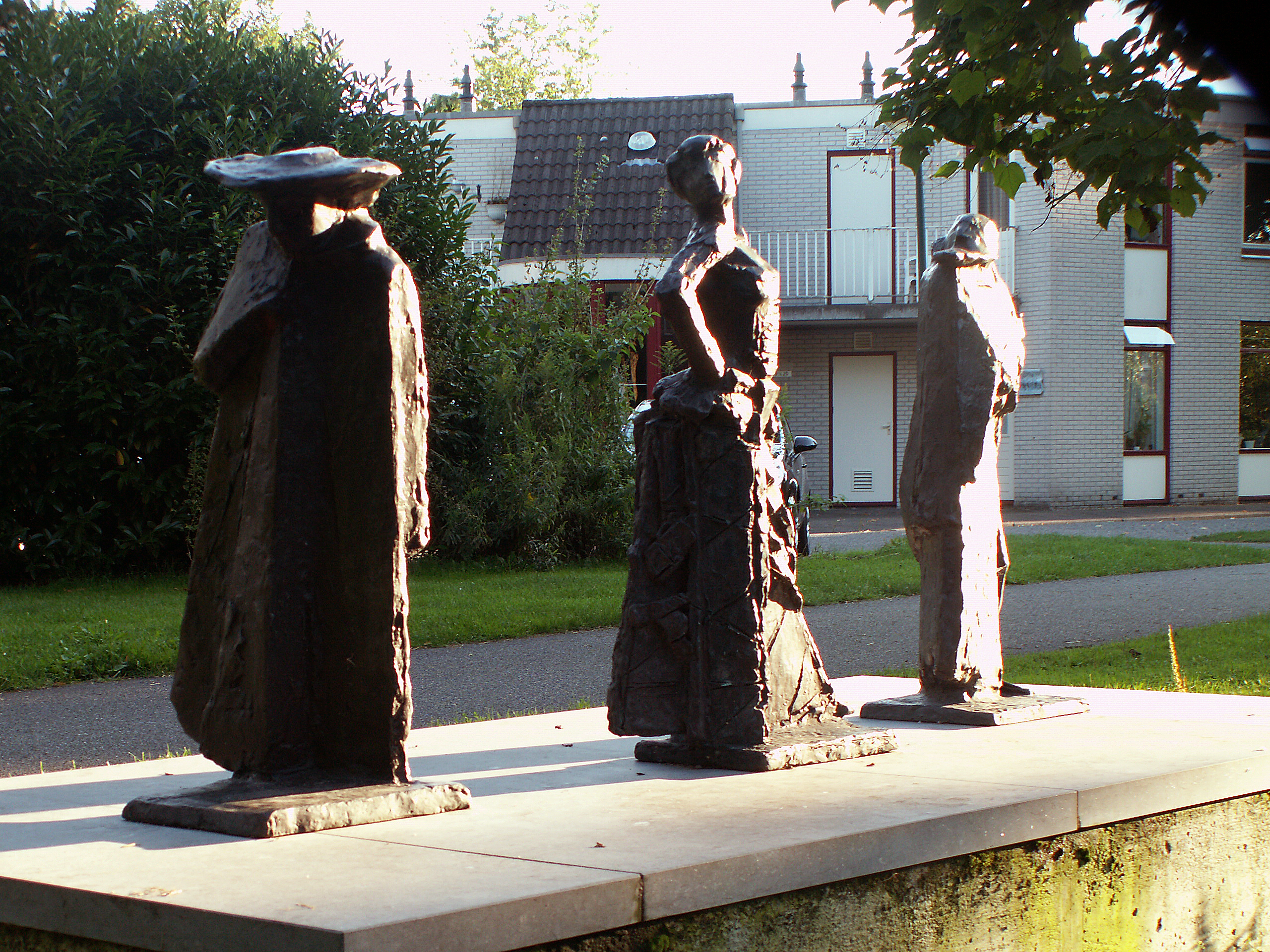
Commedia dell'Arte (2007), Leusden